# Lunghezza
Lunghezza är Roms tionde zon och har beteckningen Z. X. Zonen är uppkallad efter det medeltida slottet Castello di Lunghezza. Zonen Lunghezza bildades år 1961.

## Kyrkobyggnader
- Santissima Trinità a Lunghezza
- Santa Restituta
- San Pietro Apostolo
- Santa Maria di Loreto
- Sant'Eligio
- Santa Maria Josefa del Cuore di Gesù
- Santa Teresa di Calcutta

## Övrigt
- Castello di Lunghezza
- Casale Cerrone
- Antica vaccheria Benzone
- Monument över de stupade i första världskriget
- Monument över de stupade i andra världskriget
- Villa del Fosso di Montegiardino
- Villa del Fosso dell'Osa
- Parco Leonardo Sinisgalli

## Kommunikationer
- Järnvägsstationer: Salone, Ponte di Nona och Lunghezza

## Bilder
| - Castello di Lunghezza. - Centro Commerciale Roma Est. - Lunghezzas järnvägsstation. |